# Comté de Shenandoah
Le comté de Shenandoah est un comté de Virginie, aux États-Unis, fondé en 1772. En 2010, la population était de 41 993 habitants pour une superficie de 1 329 km2. Le siège du comté est situé à Woodstock.
À l'origine il portait le nom de comté de Dunmore du nom du gouverneur de la colonie britannique. Il a été rebaptisé en comté de Shenandoah en 1778. Ce nouveau nom évoque la tribu indienne des Senedos qui occupait le nord de la Virginie.
Le comté est majoritairement blanc, rural et est un bastion électoral du Parti républicain. Les Noirs y représentent moins de 3% de la population, selon les chiffres du recensement de 2020. Le conseil d'éducation du comté de Shenandoah décide en 2024 de rebaptiser les écoles publiques des noms de généraux confédérés.

## Situation dans l'État

### Géolocalisation
| Comté de Hardy (Virginie-Occidentale) |                     | Comté de Frederick |
|                                       | Comté de Shenandoah | Comté de Warren    |
| comté de Rockingham                   |                     | comté de Page      |